# Městský dvůr (Brno)
Městský dvůr v Brně je významná budova brněnské Okružní třídy, v rámci které se budova výrazně uplatňuje pohledově. Stavební parcela byla uvolněna po zboření tzv. Brněnské brány směrem ke Starému Brnu a po vypracování tzv. regulačního plánu Josefem Eschem po roce 1849. Od roku 2012 se v něm nachází Hotel Barceló Brno Palace.

## Historie

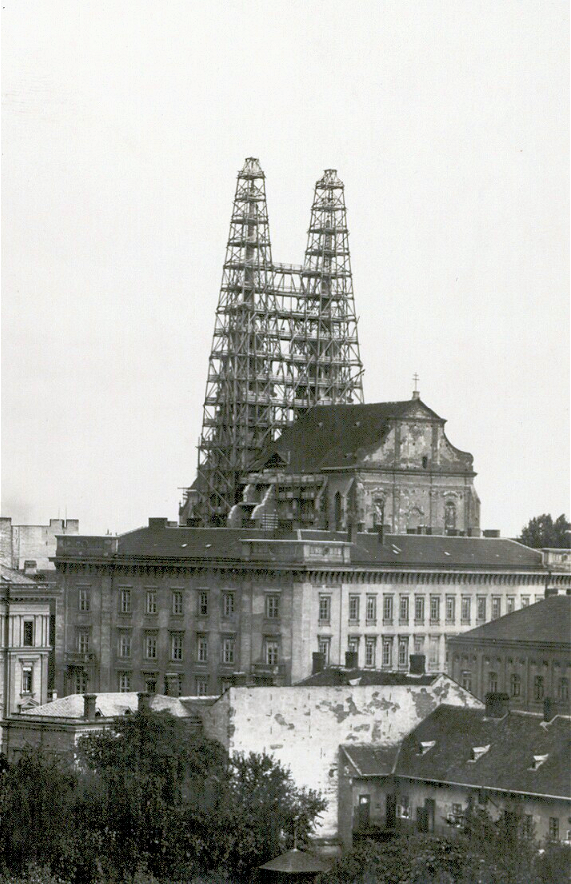
Městský dvůr v letech 1904/1905

Ve vyústění bývalé Eliščiny třídy (dnešní Husova) - na dnešním Šillingrově náměstí - nechalo město v letech  1853-1855 postavit luxusní činžovní dům zvaný Městský dvůr.
Tento rozlehlý městský nájemní dům, který měl zmírnit bytovou nouzi ve městě, vznikl na místě staré městské sladovny. Měl zajistit městským úředníkům a zaměstnancům města odpovídající ubytování. 
Autorem projektu se stal vídeňský architekt Franz Fröhlich poté, co v roce 1852 spolupráci odmítli architekti Eduard van der Nüll a August Sicard von Sicardsburg a doporučili svého žáka. Ten realizoval různé bloky zástavby na vídeňské Okružní třídě a ucházel se o realizaci několika staveb v Brně. Z nich se mu podařilo získat pouze tuto zakázku. 
Vznikl tak novorenesanční čtyřkřídlý obytný dvůr, jenž obsahoval mnoho velkých bytů o rozličné obytné ploše, přístupných řadou schodišť, která ústila jak do hlavního průjezdu, tak i do dvora. Jeho vzorem byl v té samé době dokončovaný dům jeho učitelů a kolegů, tzv. Roberthof ve Vídní. 
Později stavěné činžovní domy pak rozvíjely tento základní stavební typ.

## Architektonická podoba

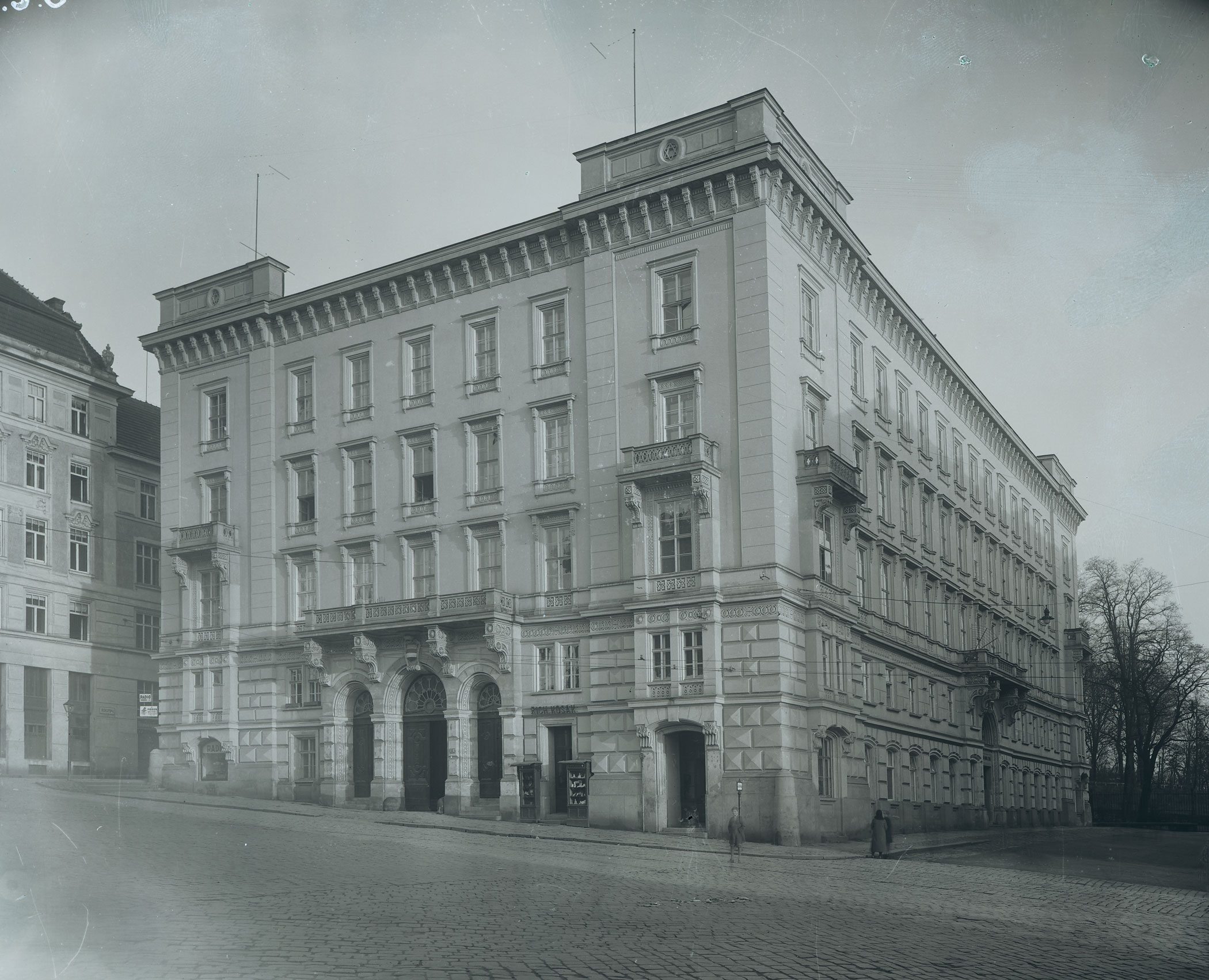
Městský dvůr, foto mezi lety 1923 a 1939

Budova Městského dvora představuje neorenesanční stavbu s elegantním arkádovým nádvořím, lemujícím zevnitř čtyřkřídlou dispozici. Je to pětipodlažní solitérní stavba (dvě podlaží v soklové části, nad ní tři další patra) se vchodem do náměstí a zadním křídlem, směřujícím do parku Františkov (Franzisberg), dnešní Denisovy sady.
Strohé vnější fasády způsobily, že byl dvůr mnohdy přirovnáván ke hradu. Tuto představu umocňuje přední fasáda, směřující do Šilingrova náměstí zvýrazněním nárožních os, lemovaných pilastry a zavržených převýšenými římsami. Ty evokují nárožní věže. 
Nad trojdílným portálem, zabírajícím dvoupodlažní sokl, se nachází balkon, zabírající tři okenní osy. Další balkony se nacházejí o patro výše v nárožních osách. 
Vevnitř dispozice najdeme obdélný arkádový dvůr s romantizujícími detaily terakotových či litinových článků. Jeho architektura byla  ovlivněna středomořskou architekturou a svou elegancí a lehkostí kontrastuje s vnějším ztvárněním fasád. 

## Novější využití paláce
V roce 1870 se sem z reálky na Jánské ulici přestěhoval Přírodozkumný spolek, jehož zakladatelem byl starobrněnský opat Johann Gregor Mendel. Působil zde i okresní soud, stejně jako vrchní zemský soud a civilní zemský soud.
V letech 1935–1939 sem bylo přemístěno městské muzeum. To prostory opustilo v roce 1960, kdy přesídlilo na armádou uvolněný hrad Špilberk. Později v domě sídlila stomatologická klinika, policie či stavební úřad. 
Po 2. světové válce budova postupně chátrala. V devadesátých letech 20. století bylo zvažováno několik variant využití tohoto výrazného brněnského paláce v centru města. Jednou z variant byla rekonstrukce pro Úřad pro ochranu hospodářské soutěže nebo pro Nejvyšší správní soud, od které město Brno odstoupilo.
Nakonec zvítězilo komerční využití, v paláci se nyní nachází Hotel Barceló Brno Palace. 